# 卡雷尔·范曼德尔
卡雷尔·范曼德尔（Karel van Mander， 1548年5月—1606年9月2日）是佛兰芒的一位画家、诗人、美术史史学家和美学理论家。 卡雷尔·范曼德尔生于佛兰德伯国默勒贝克的一个贵族家庭。
1580年，由于默勒贝克當地出現由天主教狂热分子引起的宗教衝突，而他本人此時已是门诺派教徒，於是他不得不前往科特赖克定居。  1582年，由于當地出現瘟疫，他又离开科特赖克並前往布鲁日定居。最後又是因為宗教衝突以及瘟疫的蔓延，卡雷尔与家人和岳母乘船逃往荷兰共和国，并于1583年前往荷兰的哈勒姆定居。 